# Mittelamerikanischer Baumstachler
Der Mittelamerikanische Baumstachler (Coendou mexicanus) ist ein Säugetier in der Familie der Baumstachler (Erethizontidae). Im Zusammenhang mit einer taxonomischen Revision der Baumstachler wurde die Art 2013 von der Gattung Südamerikanische Baumstachler (Sphiggurus) in die Gattung Greifstachler (Coendou) überführt.

## Merkmale
Die Art erreicht eine Kopf-Rumpf-Länge von 32 bis 45,7 cm, eine Schwanzlänge von 20 bis 35,8 cm sowie ein Gewicht von 1,4 bis 2,6 kg. Die Oberseite ist mit Stacheln und mit Fell bedeckt. Eine Ausnahme bildet der Kopf auf dem nur Stacheln vorkommen. Die Stacheln sind überwiegend gelb mit einer schwarzen Spitze. Von der Schulter bis zum Hinterteil nimmt die Anzahl der Stacheln ab. Sie sind im hinteren Bereich meist unter den schwarzen Haaren verborgen. Auf der rosafarbenen Schnauze kommen neben den langen Vibrissen nur wenige kurze Haare vor. Der lange Greifschwanz ist an der Basis verdickt und wird zum Ende hin schmaler. In seinem proximalen Bereich gibt es neben weichen Haaren einige Stacheln. Wie bei allen Baumstachlern, jedoch im Gegensatz zu allen anderen Säugetieren mit Greifschwanz, liegt die nackte Stelle auf der Oberseite des Schwanzes.

## Verbreitung

Das Verbreitungsgebiet des Mittelamerikanischen Baumstachlers

Das Verbreitungsgebiet des Mittelamerikanischen Baumstachlers reicht vom Süden Mexikos bis nach Nordwest-Panama. Die Art lebt im Flachland und in Gebirgen bis 3200 Meter Höhe. Sie hält sich in verschiedenen Habitaten mit Bäumen auf, vermeidet jedoch dichte, immergrüne, feuchte Wälder.

## Lebensweise
Der Mittelamerikanische Baumstachler ist nachtaktiv und klettert vorwiegend mit Hilfe des Greifschwanzes in Bäumen. Manchmal wandert er auf dem Boden. Als Ruheplätze dienen Baumhöhlen und das dichte Blattwerk. Die Art ernährt sich von Früchten, Samen, jungen Trieben und von jungen Blättern. Bevorzugte Früchte stammen von Feigenbäumen, von Bäumen der Gattung Inga, von Ameisenbäumen sowie von Bäumen der Gattung Brosimum.
Weibchen erlangen die Paarungsbereitschaft vermutlich unabhängig von der Jahreszeit. In anderen Zeiten leben die erwachsenen Tiere getrennt. Während der Paarung haben die ansonsten stillen Männchen und Weibchen eine reiche Auswahl an Schrei-, Grunz- und Jammerlauten. Ein Wurf besteht aus einem Jungtier. Allgemein wird angenommen, dass die Art im Fortpflanzungsverhalten den anderen Baumstachlern gleicht.
Weibchen, die in Gefangenschaft gehalten wurden, konnten sich über einen Zeitraum von 11 bis 12 Jahren fortpflanzen. Einige erreichten ein Alter von mehr als 15 Jahren.

## Status
Der Mittelamerikanische Baumstachler wird im ganzen Verbreitungsgebiet gejagt. Das Fleisch dient als Nahrung und anderen Körperteilen wird in der Medizinkunde der indigenen Völker eine heilende Wirkung zugeschrieben. Die Haut und Stacheln kommen verarbeitet als Kleidung und Schmuck vor. Einige Individuen fallen dem Verkehr zum Opfer.
Für den Gesamtbestand sind diese Aspekte nicht von Bedeutung. Die IUCN listet die Art als nicht gefährdet (Least Concern).